# Aguiar (Otero de Rey)
Aguiar (llamada oficialmente San Clodio de Aguiar) es una parroquia española del municipio de Otero de Rey, en la provincia de Lugo, Galicia.

## Otras denominaciones
La parroquia también es conocida por el nombre de San Claudio de Aguiar.

## Organización territorial
La parroquia está formada por dos entidades de población:
- Balsa (A Balsa)
- San Claudio (San Clodio)

## Demografía
| Gráfica de evolución demográfica de Aguiar entre 2000 y 2020 |
|                                                              |
| Datos según el nomenclátor publicado por el INE.             |